# 茨坪镇
茨坪镇是中华人民共和国江西省吉安市井冈山市下辖的一个镇。

## 行政区划
茨坪镇下辖以下地区：
黄竹坳路社区、红军路社区、桐木岭路社区和新市场路社区。
2020年，将茨坪镇罗浮村、土山村、长古岭村3个村委会划归罗浮镇管辖。。